# Spiricoelotes zonatus
Spiricoelotes zonatus is een spinnensoort in de taxonomische indeling van de nachtkaardespinnen (Amaurobiidae).
Het dier behoort tot het geslacht Spiricoelotes. De wetenschappelijke naam van de soort werd voor het eerst geldig gepubliceerd in 1997 door Peng & Jia-Fu Wang.